# (241509) Sessler
(241509) Sessler est un astéroïde de la ceinture principale.

## Description
(241509) Sessler est un astéroïde de la ceinture principale. Il fut découvert le 22 février 2009 à Calar Alto par Felix Hormuth. Il présente une orbite caractérisée par un demi-grand axe de 3,05 UA, une excentricité de 0,19 et une inclinaison de 0,4° par rapport à l'écliptique.

## Compléments